# Klinker

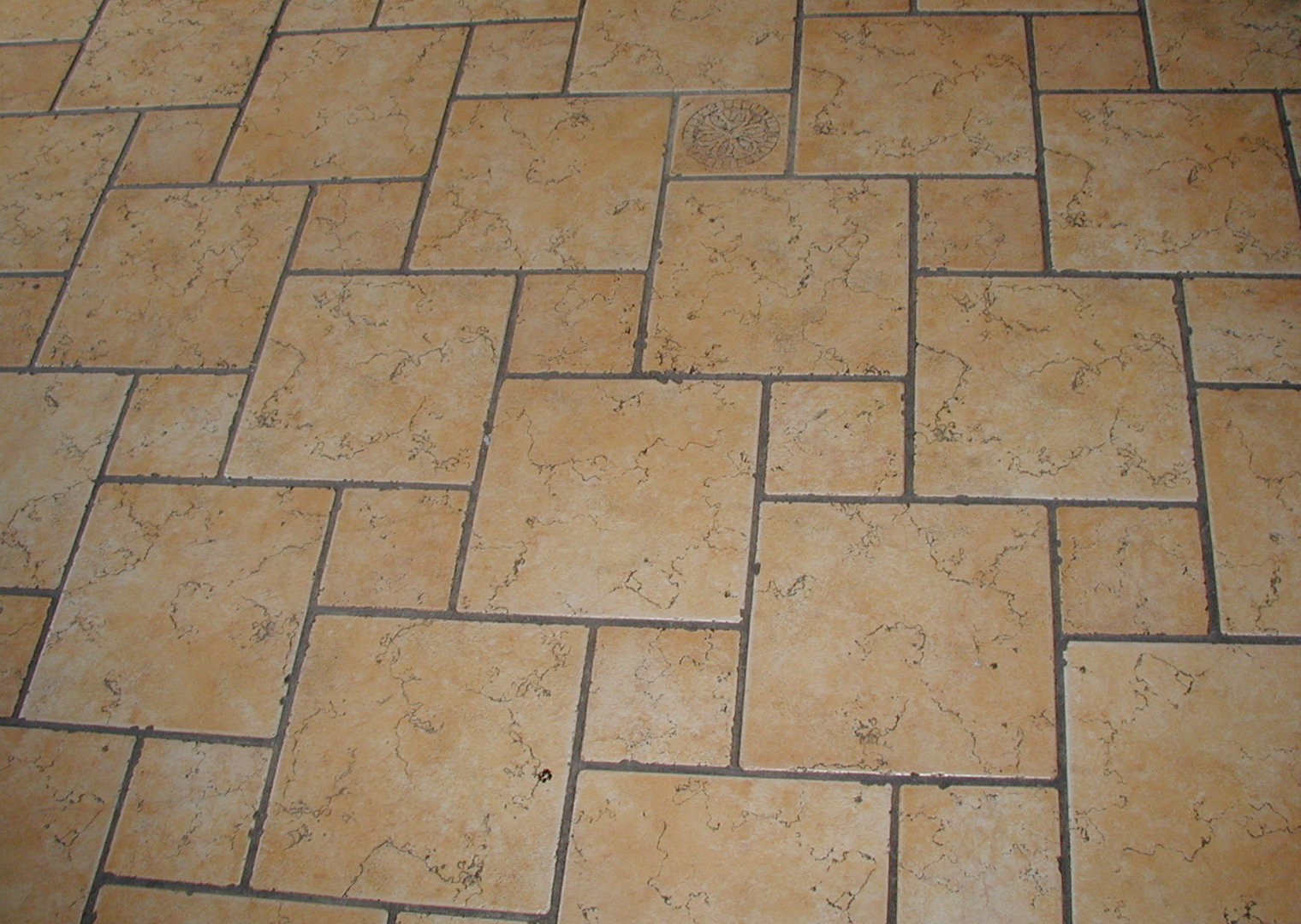
Klinkergolv

Klinker (tyska: klingen, ljuda, klinga) är en bränd keramisk platta av stengods eller flintgods som används för beklädnad av företrädesvis golv, men även väggar, terrassgolv, utvändiga trappor och badrum m.m. Klinker har även använts för trottoarer och  plattformar vid järnvägsstationer. 
Skrombergaverken i Skromberga i Skåne var Sveriges största fabrik för tillverkning av klinker. År 1938  producerade den 21 238 ton klinkervaror. Skrombergaleran har en smältpunkt av 1610 °C, och brändes vid en temperatur av 1300 °C. 
Skillnaden mellan en kakelplatta och en klinkerplatta kännetecknas av en avsevärt högre täthet i godset hos klinkerplattan genom att leran bränts till den sintrat. Detta ger högre hållfasthet samt slitstyrka hos klinkerplattan. Den högre tätheten ger också bättre hållbarhet i såväl frost/kyla som i värme vid till exempel golvvärme.
Klinker är också benämningen för det framställda materialet vid tillverkning av portlandscement, innan det har malts ner till cementpulver.